# 1 Dywizja Górska (III Rzesza)

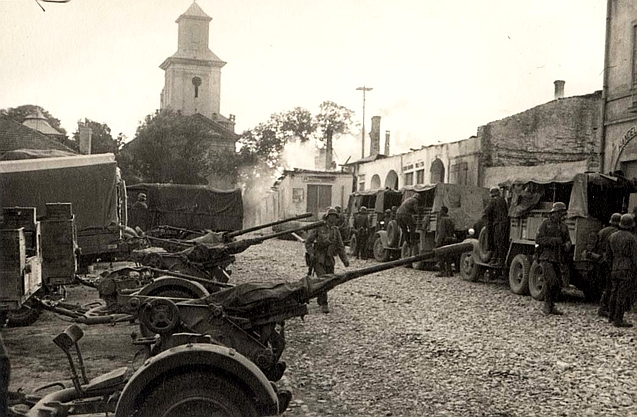
Żołnierze 98 pułku strzelców górskich w Rymanowie, wrzesień 1939

1 Dywizja Górska (niem. 1. Gebirgs-Division) – dywizja górska Wehrmachtu.
Utworzona w kwietniu 1938  w Garmisch-Partenkirchen z brygady górskiej sformowanej w 1935. W jej skład wchodzili żołnierze z Bawarii i Austrii. Zmobilizowana w sierpniu 1939, wzięła udział w kampanii wrześniowej w składzie Grupy Armii Południe. Odznaczyła się wtedy działaniami w Karpatach. 
Następnie walczyła na froncie zachodnim, gdzie planowano jej użyć w operacjach przeciwko Wielkiej Brytanii (Operacja Lew Morski) i na Gibraltarze (Operacja Izabella-Felix). W październiku 1940 100 pułk strzelców górskich został wyłączony ze składu dywizji i przeniesiony do organizowanej 5 Dywizji Górskiej. Ponieważ żadna z tych operacji nie doszła do skutku, dywizja walczyła w Jugosławii, a od czerwca 1941 przeciwko Armii Czerwonej. Jej szlak bojowy na froncie wschodnim przechodził przez Lwów, Linię Stalina, Kijów, Stalino, Charków, Dniepr i Kaukaz.
Po zakończeniu walk przeciw Armii Czerwonej na Kaukazie dywizję przerzucono do okupowanej Grecji i Serbii, gdzie brała udział w zwalczaniu partyzantki. W czasie antypartyzanckiej operacji Schwarz, żołnierze z 1 Dywizji Górskiej zamordowali około 80% jeńców wziętych do niewoli. W 1944 stawiała opór Armii Czerwonej na Węgrzech.
W marcu 1945  została przemianowana na 1 Dywizję Ludowych Strzelców Górskich (niem. 1. Volks-Gebirgs-Division). Wojnę zakończyła na terenie Austrii, gdzie dostała się do radzieckiej niewoli.
W dywizji tej służył Chiang Wei-kuo, syn Czang Kaj-szeka.

## Dowódcy dywizji
- gen. Ludwig Kübler (IX 1939 – X 1940)
- gen. Hubert Lanz (X 1940 – I 1942)
- gen. Robert Martinek (I – XII 1942)
- gen. Walter Stettner Ritter von Grabenhofen (XII 1942 – X 1944)
- gen. Josef Kübler (X 1944 – III 1945)
- gen. August Wittmann (III – V 1945)

## Struktura organizacyjna
Skład we wrześniu 1939:
- Dowództwo 1 Dywizji Górskiej
- 98 pułk strzelców górskich
- 99 pułk strzelców górskich
- 100 pułk strzelców górskich (do X 1940)
- 44 batalion przeciwpancerny
- 79 pułk Artylerii górskiej
- 54 batalion łączności
- 54 batalion pionierów
- jednostki dywizyjne (zaopatrzenie, itp)